# Gendun Chökyi Nyima
Gedhun Choekyi Nyima (nacido el 25 de abril de 1989) es el 11.º panchen lama perteneciente a la escuela Gelugpa del budismo tibetano, tal como lo reconoció y anunció el 14.º dalái lama el 14 de mayo de 1995. Tres días después, el 17 de mayo, el panchen lama, de seis años, fue secuestrado y desaparición forzada por el gobierno chino, después de que el Consejo de Estado de la República Popular China fracasara en sus esfuerzos para instalar un sustituto. Un sustituto chino es visto como una herramienta política para socavar la reencarnación del dalái lama, que tradicionalmente es reconocido por el panchen lama. Gedhun Choekyi Nyima sigue detenido por la fuerza por el gobierno chino, junto con su familia, en un lugar no revelado desde 1995. Su khenpo, Chadrel Rinpoche y otro monje Gelugpa, Jampa Chungla, también fueron arrestados. La ONU, con el apoyo de numerosos estados, organizaciones y personas particulares, siguen pidiendo la liberación del 11º Panchen Lama.
El panchen lama nació en el condado de Lhari, en la Región Autónoma del Tíbet, de donde fue secuestrado bajo la autoridad de la República Popular China. Se le ha llamado el prisionero político más joven del mundo. Desde su reconocimiento como el 11º panchen lama, continúa detenido por la fuerza, junto con su familia, por el gobierno chino, y no ha sido visto en público desde el 17 de mayo de 1995.
En respuesta a la creciente presión internacional de la ONU, los gobiernos de varios estados y, en 2020, de 159 organizaciones independientes de 18 países que trabajan con las Naciones Unidas, el 19 de mayo de 2020, el gobierno chino alegó que el panchen lama "ahora es un graduado universitario con un trabajo estable", pero no ha proporcionado pruebas que lo respalden.
El gobierno chino continúa negándose a liberar al pachen lama y a su familia y a permitirles reunirse con observadores.

## Selección del 11º Panchen Lama
Cuatro días antes de su muerte, el 10.º panchen lama hizo pública su voluntad de seguir la tradición. El 24 de enero, tras la ceremonia de apertura de la Pagoda Ling, con figuras religiosas de las provincias y regiones autónomas del Tíbet, Qinghai, Gansu, Sichuan y Yunnan, el 10.º pachen lama dio una charla especial sobre la reencarnación del Buda Viviente, proponiendo que "los tres candidatos jóvenes sean identificados primero y luego investigados uno por uno" y "me gustaría tomar la iniciativa dibujando montones de Urna Dorada ante la imagen de Sakyamuni."
Tras la muerte del 10.° panchen lama en 1989, la búsqueda de un individuo que fuera reconocido como su reencarnación por los budistas tibetanos rápidamente quedó sumida en el misterio y la controversia, ya que el Tíbet había estado bajo la ocupación y el control del gobierno antirreligioso de la República Popular China desde 1959.
Tres días después de la muerte del 10.° panchen lama, el primer ministro del Consejo de Estado publicó su decisión sobre cómo sería seleccionado el 11.° pachen lama, afirmando haber recibido asesoramiento del comité del monasterio de Tashilhunpo y de los monjes.

Armado con la aprobación de Pekín, el jefe del comité de búsqueda del panchen lama, Chadrel Rinpoche, mantuvo comunicación privada con el dalái lama para llegar a un candidato mutuamente aceptable tanto para el dalái lama como para las autoridades de Pekín respecto a la reencarnación del panchen lama. Después de que el dalái lama nombrara a Gedhun Choekyi Nyima como la undécima encarnación del panchen lama el 14 de mayo de 1995, las autoridades chinas arrestaron a Chadrel Rinpoche y lo acusaron de traición y filtración de secretos de Estado. Según el Gobierno tibetano en el exilio, fue reemplazado por Sengchen Lobsang Gyaltsen, elegido así porque era más probable que estuviera de acuerdo con la línea del partido. Sengchen había sido un oponente político tanto del dalái lama como del 10.° panchen lama. Debido a la historia de rivalidad entre diferentes sectas del budismo tibetano, muchos tibetanos y eruditos creen que esto fue un movimiento táctico del Partido Comunista de China (PCCh) para crear más malestar y desunión entre los pueblos tibetanos típicamente unificados.

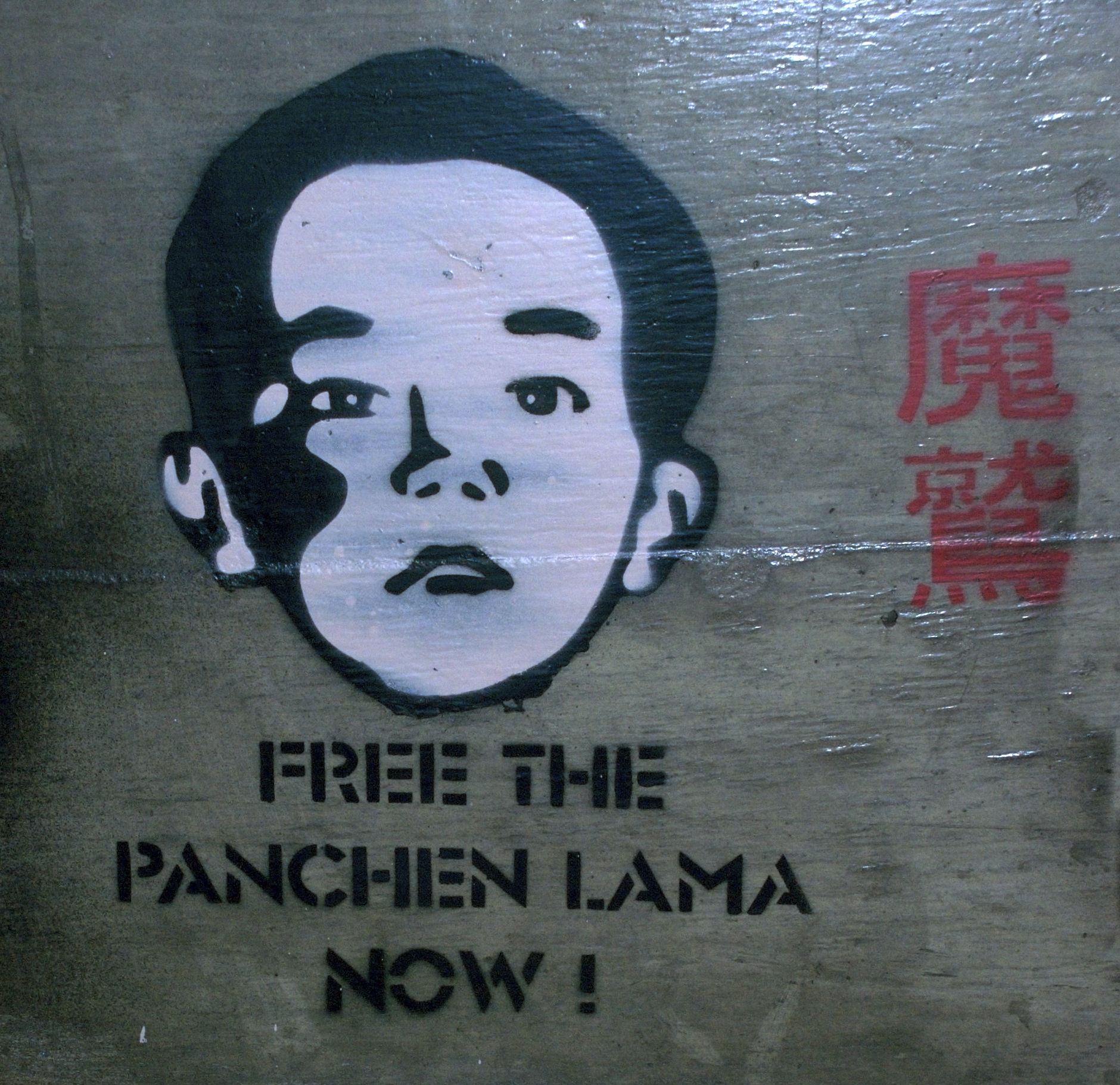
Mural de Gendun Chökyi Nyima.

El nuevo comité de búsqueda ignoró el anuncio del dalái lama del 14 de mayo y, en su lugar, eligió a uno de una lista de finalistas de la que se excluyó a Gedhun Choekyi Nyima. Para elegir un nombre, se extrajeron números de lotería de una Urna Dorada, un procedimiento utilizado en el Tíbet por el emperador chino (manchú) en 1793. El 14º dalái lama afirmó que el método tibetano implica utilizar las posesiones del ex lama para identificar su reencarnación, ya que el nuevo niño encarnado supuestamente reconocerá sus objetos pasados entre otros diversos.
Se dijo que como consecuencia del reconocimiento de Gendun Chökyi Nyima como panchen lama, el 14 de mayo, el monasterio de Tashilhunpo se llenó de policías; unos 50 monjes fueron detenidos, y el niño fue apresado junto con su familia por el gobierno. Esto le valió ser considerado durante su niñez como el prisionero político más joven del mundo. Por su parte, el Partido Comunista de China y las autoridades del gobierno declararon que tanto Gendun Chökyi Nyima como sus padres se encuentran libres y bajo una identidad falsa a fin de proteger su privacidad
La BBC informó que la elección de Gyancain Norbu por parte del PCCh fue rechazada por la mayoría de los tibetanos. Alexander Norman escribió: "Hoy en día, los panchen lamas son famosos por tener dos aspirantes a la sede de Tashilhunpo: uno reconocido por el actual dalái lama y puesto bajo arresto domiciliario por los chinos, el otro reconocido por China pero por nadie más".

## Paradero
Desde su secuestro, se desconoce el paradero de Gedhun Choekyi Nyima. Los funcionarios chinos afirman que su paradero se mantiene en secreto para protegerlo. Las organizaciones de Derechos Humanos lo calificaron como el "preso político más joven del mundo". No se ha permitido que ningún extranjero lo visite.
El Comité de los Derechos del Niño de las Naciones Unidas solicitó que se le comunicara el paradero de Nyima el 28 de mayo de 1996. Xinhua se negó, respondiendo que Gedhun Choyki Nyima corría el riesgo de ser "secuestrado por separatistas" y que "su seguridad había sido amenazada". El Comité solicitó una visita a Gedhun Choekyi Nyima, con el apoyo de una campaña de más de 400 celebridades y asociaciones que pedían la visita, incluidos seis ganadores del Premio Nobel. Según declaraciones del gobierno chino de 1998, en aquel entonces llevaba una vida normal.
En mayo de 2007, Asma Jahangir, Relatora Especial sobre la libertad de religión o creencias del Consejo de Derechos Humanos de las Naciones Unidas, preguntó a las autoridades chinas qué medidas habían adoptado para aplicar la recomendación del Comité de los Derechos del Niño de las Naciones Unidas de que el Gobierno permitiera que un experto independiente visitara y confirmara el bienestar de Gedhun Choekyi Nyima, respetando al mismo tiempo su derecho a la privacidad y el de sus padres. En una respuesta de fecha 17 de julio de 2007, las autoridades chinas dijeron: "Gedhun Choekyi Nyima es un muchacho tibetano perfectamente normal, que goza de un excelente estado de salud, lleva una vida normal y feliz y recibe una buena educación y una buena formación cultural. Actualmente asiste a la escuela secundaria superior, mide 165 cm y es de carácter tranquilo. Estudia mucho y sus resultados escolares son muy buenos. Le gusta la cultura tradicional china y recientemente ha empezado a aprender caligrafía. Sus padres son empleados del Estado y sus hermanos y hermanas ya están trabajando o en la universidad. La afirmación de que desapareció junto con sus padres y de que se desconoce su paradero simplemente no es cierta". Esta respuesta no respondió a la pregunta sobre una visita o confirmación.
En 2015, en el vigésimo aniversario de la desaparición de Gendun Choekyi Nyima, los funcionarios chinos anunciaron: "El niño reencarnado Panchen Lama que usted mencionó está siendo educado, vive una vida normal, crece saludablemente y no desea que lo molesten".
En abril de 2018, el dalái lama declaró que sabía de una "fuente confiable" que el Panchen Lama que había reconocido, Gedhun Choekyi Nyima, estaba vivo y recibía una educación normal. Dijo que esperaba que el Panchen Lama designado por la República Popular China (Gyaincain Norbu) estudiara bien bajo la guía de un buen maestro. A partir de 2024, Gedhun Choekyi Nyima no ha sido visto por ningún observador independiente desde su desaparición en 1995.
El Grupo de Trabajo de las Naciones Unidas sobre las Desapariciones Forzadas o Involuntarias considera que el presunto secuestro y detención de Nyima y su familia constituyen una desaparición forzada y, a fecha de 25 de junio de 2024, sigue pidiendo que se haga pública y rápidamente la verdad sobre el destino o el paradero de Nyima. Una desaparición forzada, según la definición de la tratado y del derecho internacional consuetudinario, se produce cuando una persona es arrestada, detenida, secuestrada o privada de libertad de otra manera por agentes del Estado o personas que actúan con la autorización, el apoyo o la aquiescencia del Estado, "seguida de la negativa a reconocer la privación de libertad o del ocultamiento de la suerte o el paradero de la persona desaparecida, sustrayéndola a la protección de la ley". La desaparición forzada, a diferencia de la mayoría de las definiciones nacionales de secuestro, es un delito continuo que persiste "mientras los autores sigan ocultando la suerte y el paradero de las personas desaparecidas".